# L'Opinió
L'Opinió fou un setmanari d'orientació política esquerrana fundat a Barcelona el 18 de febrer de 1928, amb el suport econòmic de Joan Casanellas i Ibars. Independent de qualsevol partit, comptà amb la col·laboració d'importants escriptors, publicistes i polítics com Josep Maria de Sagarra, Carles Soldevila, Marcel·lí Domingo i Sanjuán, Jaume Aiguader i Miró, Manuel Serra i Moret, Angel Pestaña, i Jordi Arquer i Saltor.
Esdevingué després òrgan d'un nou nucli polític (conegut com a «grup de L'Opinió»), de caràcter republicà, federalista i socialitzant, integrat, entre d'altres, per Lluhí, Comas, Casanelles, Antoni Xirau i Palau, Joaquim Ventalló i Vergés i Xavier Regàs i Castells, qui pel març del 1931 fou un dels tres grups fundadors de l'Esquerra Republicana de Catalunya.
La publicació fou suspesa del 13 de setembre de 1929 al 2 de maig de 1930. Per a les immediates eleccions municipals fou convertit en diari, de presentació molt precària, del 6 al 12 d'abril. Proclamada la Segona República Espanyola, deixà de publicar-se fins a la seva sortida definitiva com a quotidià el 4 de juny de 1931.
Malgrat el subtítol de Diari d'Esquerra Republicana de Catalunya, el diari, dirigit primer per Antoni Xirau i després per Joaquim Ventalló, i el grup que l'inspirava, mantingueren sempre una línia política pròpia que aviat entrà en conflicte amb l'orientació aleshores dominant dins l'Esquerra. El setembre del 1933 en foren expulsats els homes de L'Opinió, però el diari representà la nova organització creada per Lluhí, el Partit Nacionalista Republicà d'Esquerra, fins que, suspès per l'autoritat militar el 10 d'octubre de 1934, desaparegué definitivament.

## Directors
- Joan Lluhí i Vallescà
- Pere Comas i Calvet
- Armand Otero i Vigo
- Josep Fernández i Puig (cap de redacció)